# Baraka sur X 13
Pour les articles homonymes, voir Baraka.
Pour plus de détails, voir Fiche technique et Distribution.
Baraka sur X 13 est un film franco-hispano-italien réalisé par Maurice Cloche et Edgar Lawson (Silvio Siano), sorti en 1966.

## Fiche technique
- Titre : Baraka sur X 13
- Titre original : Operacíon Silencio
- Réalisation : Maurice Cloche et Silvio Siano
- Scénario : Maurice Cloche et Odette Cloche, d'après le roman d'Eddy Ghilain[1]
- Dialogues : Eddy Ghilain (Giovanni Simonelli pour la version italienne)
- Photographie : Juan Gelpí
- Décors : Juan Alberto Soler
- Musique : Georges Garvarentz (version française) - Federico Martínez Tudó (version espagnole)
- Montage : Gilbert Natot
- Production :
  - Balcázar Producciones Cinematográficas
  - Capitole Films
  - Compagnia Cinematografica Mondiale
  - Intercontinental Productions
  - Álmos Mező[2]
- Pays d'origine :  France -  Espagne -  Italie
- Genre : Espionnage
- Durée : 97 minutes
- Date de sortie : France - 14 janvier 1966

## Distribution
- Gérard Barray : Serge Vadil
- Sylva Koscina : Mania
- Agnès Spaak : Ingrid
- José Suárez : Franck
- Yvette Lebon : Elvire
- Gemma Cuervo : Solange
- Luis Induni
- Renato Baldini
- Gérard Tichy